# فبوس
فُبوس یا فُبُس (به یونانی: Φόβος، "ترس"؛ به انگلیسی: Phobos) مظهر ترس و وحشت در اسطوره‌شناسی یونان باستان است. پدر او آرس و مادرش آفرودیته است. فُبوس به خاطر همراهی پدرش، آرس در جنگ با برادرش دیموس، ایزدبانو انیو و خدمتکار پدرش شناخته شده است. تیمور معادل رومی او است.

## اسطوره‌شناسی
در تئوگونیا اثر هزیود، فُبوس پسر آرس و آفرودیته، و برادر دیموس و هارمونیا است.
او عمدتاً به عنوان دستیار پدرش ظاهر می‌شود و در میدان نبرد باعث هرج و مرج می‌گردد. در ایلیاد، او همراه پدرش و ایزدبانو اریس (نزاع) و برادرش دیموس (وحشت) به جنگ می‌رفت. در سپر هراکلس اثر هزیود، فوبوس و دیموس، آرس را در نبرد همراهی کرده و پس از مجروح شدنش توسط هراکلس، او را از میدان جنگ خارج می‌کنند. 
در دیونیسیاکا اثر نونوس، زئوس فُبوس را با صاعقه و دیموس را با رعد مسلح می‌کند تا تایفون را بترسانند. در بخش دیگری از این اثر، فُبوس و دیموس به عنوان ارابه‌رانان آرس در جنگ او با  دیونیزوس در خلال نبرد علیه هندی‌ها عمل می‌کنند.
در نمایشنامه‌ی مخالفان هفت‌گانه تب اثر آیسخولوس، هفت جنگاور یک گاو نر را بر روی سپری سیاه قربانی کرده و سپس «...با دست زدن به خون گاو، سوگند به آرس، انیو و فُبوس (وحشت) یاد کردند».
بر اساس گفته‌های استسیخروس، پسر آرس به نام کیکنوس «...سر افراد مختلف را می‌برید تا معبدی برای فُبوس (وحشت) از جمجمه‌هایشان بسازد.»

## توصیف

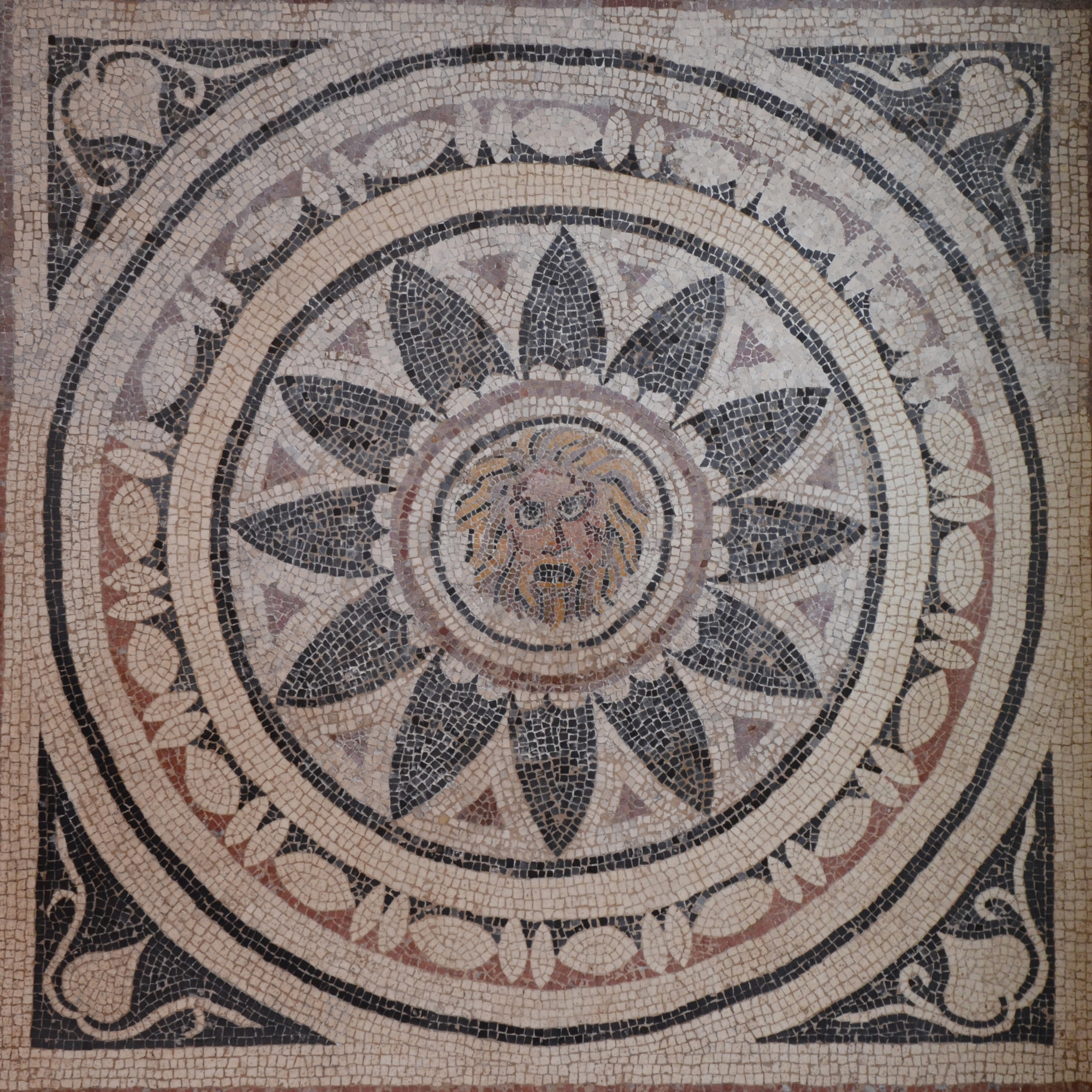
موزاییک قرن چهارم میلادی با ماسک فبوس درون طرحی از گلبرگ‌های پرتوافشان، از هالیکارناسوس (آسیای صغیر)، موجود در موزه بریتانیا

هزیود، فُبوس را در سپر هراکلس این‌گونه توصیف می‌کند:
«... با چشمانی که از آتش می‌سوخت، به پشت سر خیره شده بود. دهانش پر از دندان‌هایی به‌ردیف و سفید بود، ترسناک و وحشت‌انگیر...» 
فُبوس اغلب با سری شبیه به شیر به تصویر کشیده می‌شود. این توصیف را می‌توان در «توصیف یونان» اثر پوسانیاس نیز مشاهده کرد:
«بر سپر آگاممنون، فُبوس نقش بسته که سرش شیرگونه است...»

## پرستش
پلوتارک به وجود یک پرستشگاه برای فُبوس در اسپارت اشاره می‌کند. این پرستشگاه در کنار پرستشگاه‌هایی که به ایزد مرگ (تاناتوس) و ایزد خنده (گلوس) اختصاص داشتند مورد اشاره قرار گرفته است. او ادعا کرد که اسپارتی‌ها ترس را به عنوان نیرویی مثبت که حکومت را حفظ می‌کند، گرامی می‌داشتند. پوسانیاس که در دوران امپراتوری روم می‌نوشت، خاطرنشان کرد که معبد اختصاص داده شده به فُبوس در خارج از شهر قرار داشت.

## ایلیاد
در بسیاری از بخش‌های ایلیاد، هومر به حضور فُبوس و دیموس اشاره می‌کند. برخی از این اشاره‌ها عبارتند از:
هومر، ایلیاد ۱۱. ۳۶ به بعد:
«[سپر آگاممنون:] او سپر باشکوهِ محصورکننده‌ را برداشت. بر آن ده حلقه از برنز بود، و بیست دکمه‌ی قلع با درخششی کم‌رنگ در اطراف آن قرار داشت، و درست در مرکز، دکمه‌ای دیگر از کبالت تیره یافت می‌شد. در میان همه‌ی این‌ها، چهره‌ی خیره‌گر و وحشت‌آور گورگو (گورگون) با نگاهی تهی حلقه زده بود، و دیموس و فُبوس بر آن نقش بسته بود.»
هومر، ایلیاد ۱۵. ۱۱۹ به بعد:
«پس او [آرس] سخن گفت، و به دیموس و فُبوس فرمان داد تا اسبانش را مهار زنند، و خود نیز زره درخشانش را بر تن کرد.»

## اشاره‌های تاریخی
بر اساس گفته‌های پلوتارک، اسکندر مقدونی در آستانه‌ی نبرد گوگمل (احتمالاً به این امید که داریوش را از ترس آکنده کند) برای فُبوس قربانی تقدیم کرد. ماری رنولت این اقدام را بخشی از جنگ روانی اسکندر علیه داریوش سوم می‌دانست. فرار داریوش از میدان گوگمل، این دعاهای اسکندر به فُبوس را تاکتیکی موفقیت‌آمیز جلوه داد.
فُبوس همچنین بر روی سینه‌‌ی کیپسلوس و نیز بر سپر آگاممنون به تصویر کشیده شده بود.

## اخترشناسی
در سال ۱۸۷۷، ستاره‌شناس آمریکایی آساف هال دو قمر سیاره‌ی مریخ را کشف کرد و آن‌ها را فُبوس و دیموس نامگذاری نمود.

## فرهنگ عامه
- فُبوس یکی از اسب‌های قابل انتخاب در ابتدای بازی اساسینز کرید ادیسه است.[۱۰]
- یکی از شخصیت‌های قابل بازی در کوییک ۳ آرنا به نام فُبوس نامگذاری شده است.
- فُبوس همچنین شاهزاده‌ی پادشاهی مریدیان در سریال انیمیشنی W.I.T.C.H. محسوب می‌شود.
- در مانگا سیلور مون، فُبوس یکی از دو پرندهٔ ری هینو (سیلر مارس) است.
- در رمان «ویچ اند گاد» اثر لیو استون، فُبوس برادر دیموس و یک شخصیت فرعی است.

## روانشناسی
کلمه phobia به معنی "هراس داشتن" از کلمه phobos مشتق می‌شود.